# Chiesa di Santa Maria Assunta (Chienes)
La chiesa di Santa Maria Assunta (in tedesco Pfarrkirche Maria Himmelfahrt) è la parrocchiale a Casteldarne (Ehrenburg), frazione di Chienes, in provincia autonoma di Bolzano. Appartiene al decanato di Brunico della diocesi di Bolzano-Bressanone e risale al XIV secolo.

## Storia

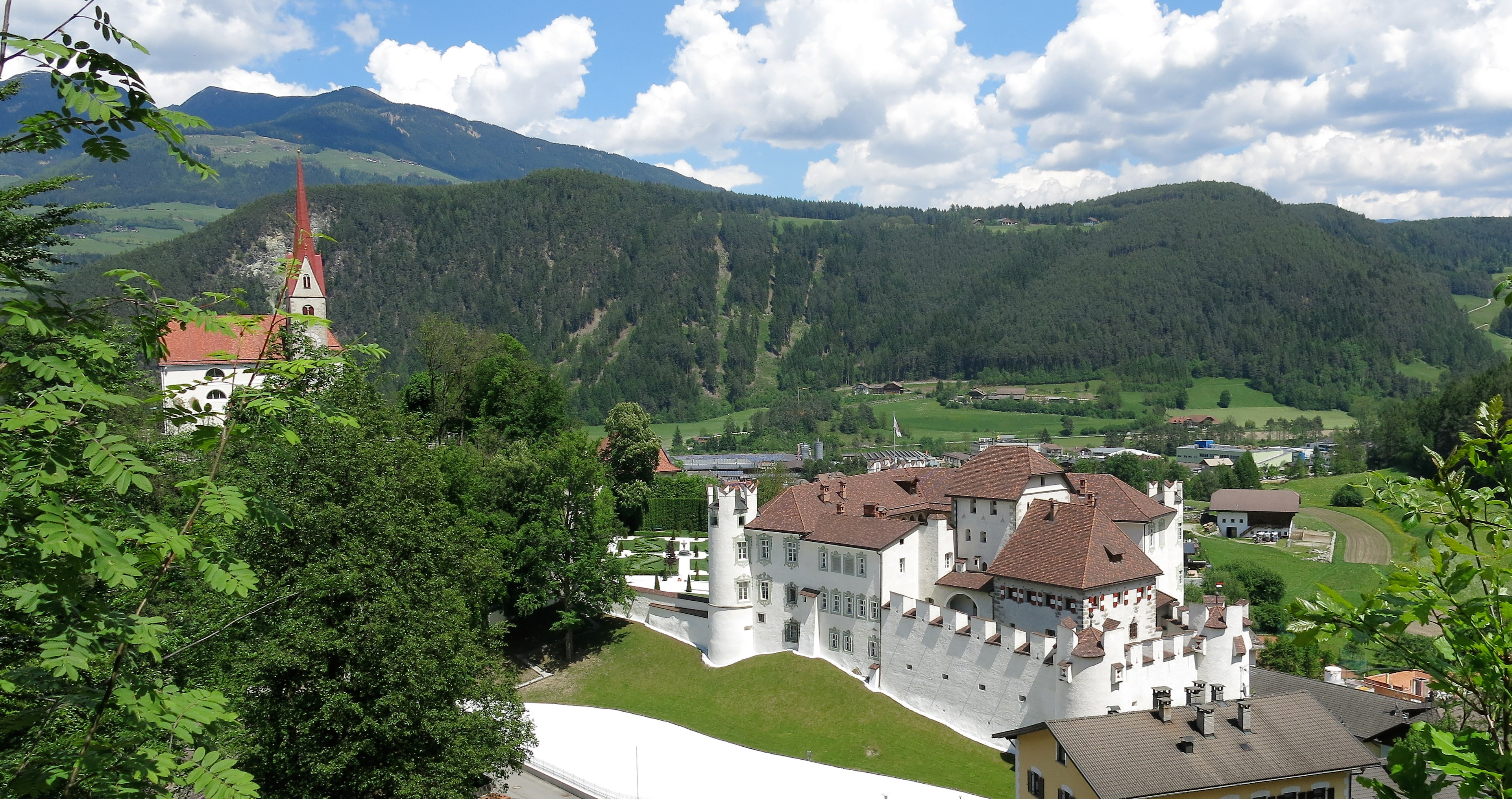
Chiesa parrocchiale e castello di Casteldarne.

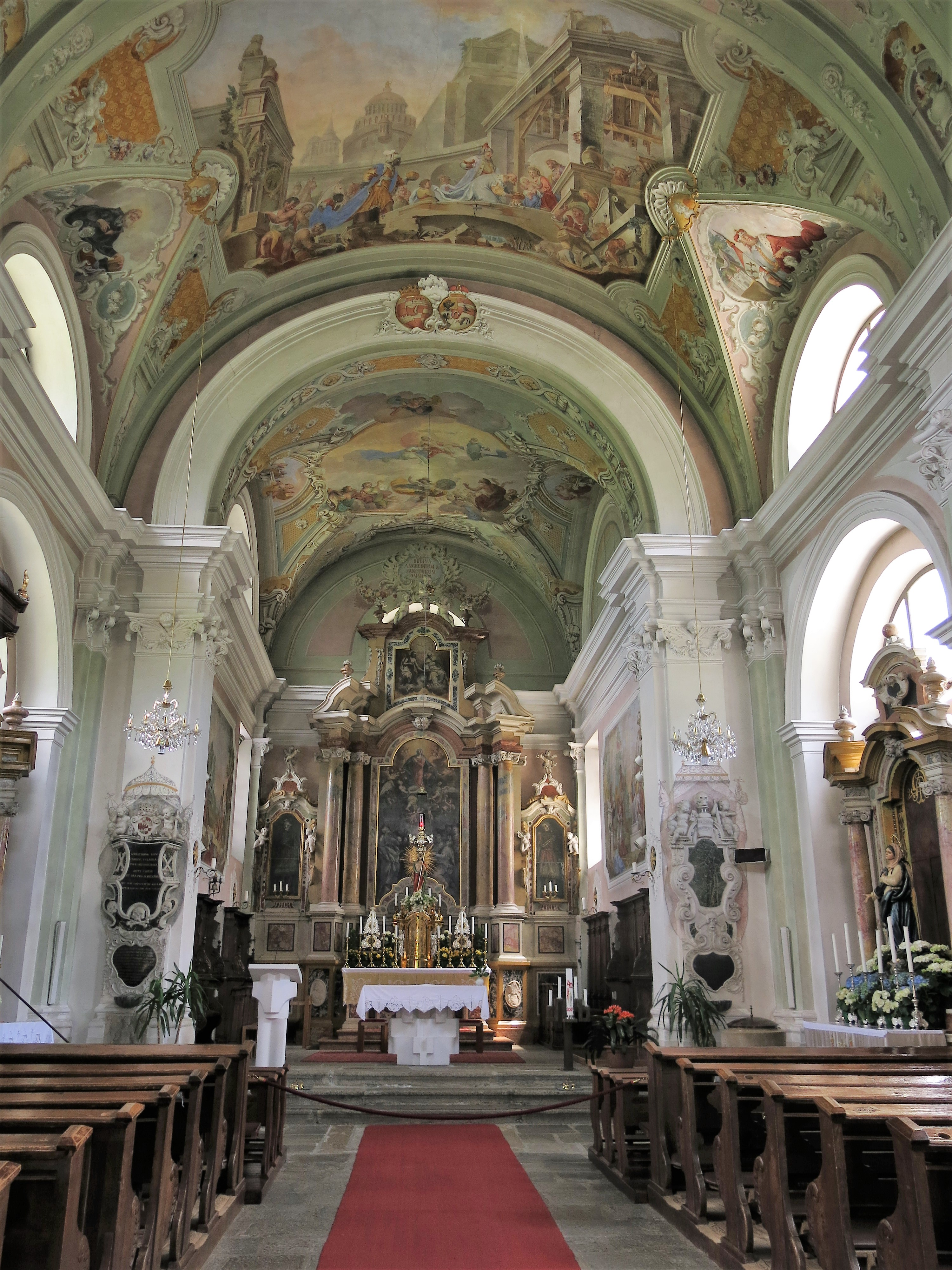
Interno della navata.

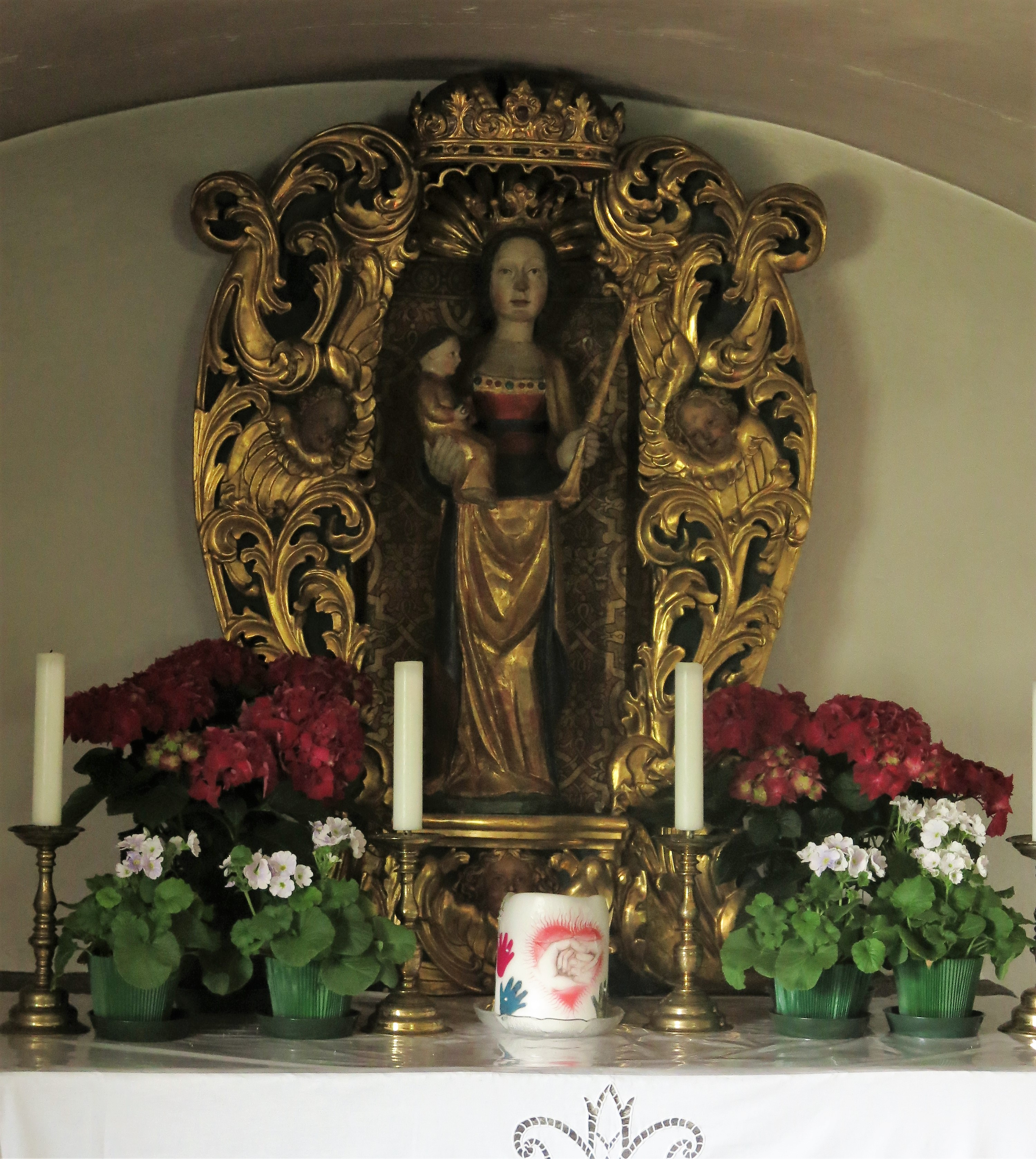
Immagine sacra conservata nella cripta.

Il primitivo luogo di culto con dedicazione all'Assunzione di Maria a Casteldarne fu la chiesa prepositale eretta nel 1370 che, con il vicino castello di Casteldarne fu a lungo meta di pellegrinaggio mariano.
La chiesa venne successivamente restaurata e ricostruita nelle forme moderne a partire dalla fine del XVII secolo su progetto di Simone Delai. Gli interni furono arricchiti da affreschi e decorazioni a stucco da Joseph Adam von Mölk nella seconda metà del XVIII secolo.

## Descrizione

### Esterno
Il luogo di culto si trova vicino al castello, sulla via che conduce al castello, in posizione elevata e leggermente decentrata rispetto al centro abitato di Casteldarne (Ehrenburg), ad ovest. Accanto c'è il camposanto della comunità. La struttura della chiesa è imponente, con tipica facciata a capanna. Tutti i prospetti presentano finestre a semiluna di grandi dimensioni e sono arricchiti dalle immagini ad affresco della Via Crucis. La torre campanaria, si trova addossata al fianco destro, in posizione arretrata, ed è in pietra a vista, con cella campanaria che si apre con quattro finestre a monofora divise tuttavia al centro da una sottile colonna.

### Interno
La navata interna è unica ed arricchita, anche sulla volta di copertura, da un importante ciclo di pitture murali. All'interno della sala viene conservata l'immaigine ritenuta miracolosa che raffigura Santa Maria Assunta (Maria Himmelfahrt), opera di Josef Adam Mölck, mentre nella cripta si trova la Madonna del grano (Kornmuttergottes) con altre opere di interesse artistico.